# 思卜法
思卜法（—1461年），《明史》、《明实录》作思卜发，《滇史》作思卜，缅甸正史《琉璃宫史》作多博发。孟养君主，前麓川君主、明朝麓川平缅宣慰使思任法之子。

## 生平
思氏家族在1441年王骥一征麓川时退往孟养，1449年，王骥三征麓川攻破孟养，思卜法与其兄思机法一起逃走。1451年，思卜法和思机法被缅甸擒获，缅甸将思机法扣押，又将思卜法放回孟养。
1452年，思卜法遣使进贡，求管孟养地，明朝以孟养已许诺给缅甸为由拒绝。但思氏占据孟养，缅甸也不能实际获得。1454年，缅甸准备发兵讨伐思卜法，明代宗表示：“思卜发今复远遁，是有悔过之意，不必穷讨，以示至仁。”明朝虽不承认思卜法占据孟养的合法性，但也不同意缅甸攻打思氏。
1456年，思卜法遣使进贡，并上奏：
|                                                           | 臣父思任发犯法时，臣犹幼小，及臣兄思机发犯法时，臣亦未有知识。臣今不敢如父兄所为，甚畏朝廷法度，谨备差发银五百两、象三只、马六匹、金银壶台盏共六副、土绵四段、象牙四枝、孔雀尾四把、鳞蚺胆四牧，遣人入贡伏惟。 |
| ——《明实录·英宗睿皇帝实录·卷二百六十五·景泰七年四月乙卯》 | |

随后，明代宗告诫思卜法，并赠予锦、罗若干：
|                                                           | 尔能改过自新，遣陶孟孟刚等以金银器皿等物来贡，朝廷体天行道，于凡有过之人能改即宥。兹因所遣使回，特敕谕尔，今后务须永坚臣节，不许仍前怀蓄异心，妄生觊觎，自取不靖，庶尔及子子孙孙永享太平之福。如违罪在不原，尔其戒之慎之。 |
| ——《明实录·英宗睿皇帝实录·卷二百六十五·景泰七年四月乙卯》 | |

1459年，思卜法遣头目刀板庆进贡。约在1461年，思卜法去世，其子思洪法继孟养君位。
明朝接受思氏入贡，默许了思氏占据孟养的事实，但一直不授予合法名分，此后思氏入贡依然署孟养地名。

## 引用
1. ↑  明宪宗实录·一三〇卷，2462页，成化十年闰六月丁亥条："云南孟养曩罕岳思洪发母子遣陶孟刀板庆等来朝贡象马及金银器赐宴并衣服彩叚等物有差仍命赍敕并文锦彩叚回赐曩罕岳思洪发"
2. ↑  滇史·十一卷，313页："正统十二年丁卯，上以思机、思卜尚在，恐为患，诏谕之，不至。"
3. ↑  琉璃宫史，484页
4. ↑  明英宗实录·一七五卷，3372-3373页，正统十四年二月乙巳条："总督云南军务兵部尚书靖远伯王骥总兵官都督同知宫聚奏……臣等分兵夹攻先破左寨木石如雷铳箭如雨须臾南风大作促薪纵火烈焰烛天将士乘势奋勇蛮贼喊叫逃命一时各寨俱破斩杀及坠崖死者不可胜数惟贼子思机发思卜发遁去"
5. ↑  明英宗实录·二〇七卷，4463页，景泰二年八月癸巳条："云南总兵官都督沐璘奏缅甸宣慰卜剌浪已擒获贼子思机发思卜发不即解京又将思卜发放回孟养管食地方"
6. ↑  明英宗实录·二二四卷，4874页，景泰三年十二月丙午条："孟养思卜发遣使来贡求管孟养旧地方武大臣议孟养地方已与缅甸决难移易贼子思卜发怀奸挟诈展转观望难允所言"
7. ↑  明史·卷三百十五·云南土司传三，8152页，孟养条："景泰二年，任发之子思卜发遣使来贡，求管孟养旧地。廷臣议，孟养地已与缅甸，岂可移易。时朝命虽不许，然卜发已潜据之，即缅甸不能夺也。"
8. ↑  明英宗实录·二四二卷，5267页，景泰五年六月辛卯条："敕缅甸宣慰使卜剌浪马哈省以速剌等近云南总兵等官奏称尔调大军同往剿孟养思卜发此固尔之忠诚但思机发首恶近已擒获其思卜发今复远遁是有悔过之意不必穷讨以示至仁敕至尔等宜益动忠诚戒约部属保守边方毋或妄动包取不靖"
9. ↑  明英宗实录·二六五卷，5633-5634页，景泰七年四月乙卯条："思任发子思卜发奏臣父思任发犯法时臣犹幼小及臣兄思机发犯法时臣亦未有知识臣今不敢如父兄所为甚畏朝廷法度谨备差发银五百两象三只马六匹金银壶台盏共六副土绵四段象牙四枝孔雀尾四把鳞蚺胆四牧遣人入贡伏惟 天皇帝主怜之 命赐其使钞帛"
10. ↑  明英宗实录·二六七卷，6348页，景泰七年六月癸卯条："敕谕思卜发曰尔能改过自新遣陶孟孟刚等以金银器皿等物来贡朝廷体天行道于凡有过之人能改即宥兹因所遣使回特敕谕尔今后务须永坚臣节不许仍前怀蓄异心妄生觊觎自取不靖庶尔及子子孙孙永享太平之福如违罪在不原尔其戒之慎之并赐思卜发及其妻锦二段紵丝纱罗二十一疋绢三十疋"
11. ↑  明英宗实录·二九九卷，5667-5668页，天顺三年正月丁亥条："云南孟养思卜发遣头目孟板庆等来朝贡金银器皿象马赐宴及彩币表里袭衣等物有差"
12. ↑  Ney Elias（1876），27页
13. ↑  嘿勐咕勐，109页
14. 1 2  明史·卷三百十五·云南土司传三，8152页，孟养条："卜发死，子思洪发嗣，自天顺、成化，每朝贡辄署孟养地名，俨然自有其地矣。"